# Жолт Нађ
Жолт Нађ (мађ. Nagy Zsolt; Секешфехервар, 25. мај 1993) је мађарски професионални фудбалер који тренутно игра за ФК Пушкаш академију.

## Клуб
Каријеру је започео у ФК Фелчут, а затим га је 2011. године потписао партнерски тим Фелчута, Видеотон ФЦ. Међутим, током две године у Видеотону није имао ниједан наступ за овај клуб. Због тога је позајмљен клубу друголигашком клубу Пушкаш академија из Фелчута, где је могао да одигра 8 мечева у друголигашкој сезони националног првенства 2012/13. Његово кратко време проведено у клубу је убедило власника клуба и купљен је 2013.
Дебитовао је на државном првенству 2013. године, када је Пушкаш академија промовисана у прву лигу.
У сезони 2017/18. био је позајмљен Чакварију.
Од именовања Жолта Хорњака за менаџера Пушкаш академије, он је постао стабилан члан тима са 25, 27 и 28 наступа у сезонама 2019/20, 2020/21 и 2021/22.
Дана 8. децембра 2023. постигао је два гола у победи над Кечкеметом од 3 : 0 у првој сезони националног првенства 2023/24 у Панчо арени.

## Репрезентација
За фудбалску репрезентацију Мађарске је дебитовао 15. новембра 2019. у пријатељској утакмици против Уругваја. Заменио је Михаља Корхута у 75. минуту.
Дана 11. јуна 2022. постигао је свој први гол против Немачке у утакмици УЕФА Лиге А нација 2022/23. у Пушкаш арени. Утакмица је завршена нерешеним резултатом 1 : 1.